# Evelyn Dawn Knight
Evelyn Dawn Knight (geb. 5. November 1942, Watford, England) ist eine britische Trickbetrügerin, die durch ihre Beteiligung in der Abscam Sting-Operation der 1970er zusammen mit ihrem Ex-Ehemann Mel Weinberg. Eine Filmrolle, die durch sie inspiriert war, wurde in dem Film American Hustle (2013) von Amy Adams gespielt. Adams wurde daraufhin für den Academy Award for Best Actress nominiert. Die Geschichte zu Abscam wurde auch in dem Buch The Sting Man von 1981 von Robert Greene erzählt.

## Leben
Knight wurde in Watford, England geboren. Sie war die Tochter von Peggy (née Wilson) und Bob Knight. Ihr Vater war Postbote.
Knight emigrierte 1967 in die Vereinigten Staaten. Bei einer Party auf Long Island, welche von der Britischen Regierung gesponsert wurde, traf sie Mel Weinberg, einen jüdischen Geschäftsmann, der 17 Jahre älter war als sie. Die beiden begannen eine langanhaltende Affäre. Weinberg war schon zum zweiten Mal verheiratet. Marie seine zweite Frau hatte Knight damit konfrontiert, dass sie um die Affäre wusste, als sie erfahren hatte, dass Knight in einem nahegelegenen Haus wohnte, welches Weinberg für sie bezahlte. Marie beging 1982 im Alter von 58 Jahren Selbstmord. Bald nach Maries Tod heirateten Knight und Weinberg.

### Abscam
Weinberg begann Evelyn in seinem Trickbetrugssystem (Bauernfängerei, Confidence trick/cons) einzusetzen. Er nutzte sie als Lockvogel für seine Geschäfte. Gewöhnlich stellte er sie als Lady Evelyn Knight vor, eine der reichsten Frauen der Welt. Die beiden wurden 1977 unter der Anklage von Betrug und Verschwörung festgenommen. Sie konnten jedoch einen Deal (plea-deal) mit dem FBI aushandeln. Sie sollten in den Ermittlungen zu Abscam helfen und im Gegenzug wurden die Anklagen gegen sie fallengelassen.

### Späteres Leben
Knight zog sich aus der Öffentlichkeit zurück, als die Abscam-Ära endete und zog mit ihrem Ehemann nach Florida. Sie ließen sich 1998 scheiden, lebten aber in Nähe zueinander bis zu seinem Tod 2018. Knight fand Arbeit bei der NASA, wo sie sich um Tiere kümmerte, die für Weltraum-Experimente eingesetzt worden waren.

## Porträts in den Medien

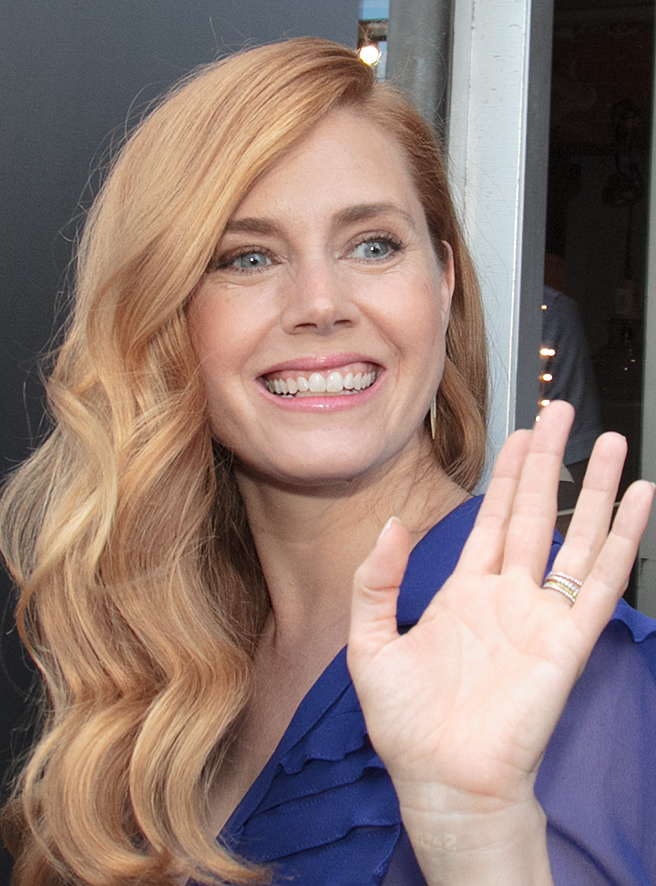
Amy Adams spielt eine fiktionalisierte Version von Knight, known as Sydney Prosser/Edith Greensly in American Hustle.

Amy Adams war die Besetzung für die Rolle einer Figur, die auf dem Leben von Evelyn Knight beruhte. 2013 wurde der humorvolle Kriminalfilm American Hustle von David O. Russell erstaufgeführt. Der Film wurde für 10 Oscars nominiert, inklusive Best Picture. Adams wurde als Beste Schauspielerin nominiert. Das Buch für den Film nahm zahlreiche Änderungen an der ursprünglichen Geschichte vor. So wurde Knight als Amerikanerin Sydney Prosser bezeichnet, welche eine britische Herkunft vortäuschte. Im Film war das Pseudonym Edith Greensly.